# Pandemia di COVID-19 in Arizona
La pandemia di COVID-19 in Arizona, Stati Uniti, è stata confermata il 26 gennaio 2020.
Al 3 giugno 2021 l'Arizona aveva registrato un totale cumulativo dall'inizio della pandemia di 882.691 casi e 17.653 decessi. Il 12,3% della popolazione dello Stato aveva avuto una diagnosi positiva di COVID-19 dalla segnalazione del primo caso. Nel periodo di due mesi successivo a quando, il 15 maggio 2020, il governatore dell'Arizona Doug Ducey interruppe bruscamente il lockdown statale dell'Arizona, la media mobile settimanale di nuovi casi di COVID-19 in Arizona aumentò vertiginosamente, da una media di 377 casi al giorno a 3.249 casi il 15 luglio. L'8 luglio, l'Arizona registrò un numero di nuovi casi di COVID-19 pari a quello dell'intera Unione europea, pur avendo 1/60 della popolazione. Il 17 giugno il governatore Ducey, sotto pressione per l'aumento dei casi di COVID, incoraggiò pubblicamente i cittadini dell'Arizona a indossare mascherine e permise alle singole città e contee di emettere obblighi di indossare le mascherine. Non fu emesso alcun mandato a livello statale, ma la maggior parte delle principali città e contee dell'Arizona ha emesso mandati locali. I casi di COVID-19 e i decessi continuarono ad aumentare per tutto il mese di luglio. Dopo quattro mesi durante i quali l'aumento giornaliero dei nuovi casi di COVID-19 non era mai sceso al di sotto dell'1%, ad agosto il tasso di casi calò drasticamente. Un tasso di nuovi casi generalmente basso continuò in Arizona fino a ottobre 2020, ma a novembre iniziò una seconda grande ondata di COVID-19, che raggiunse nuovi record all'inizio di gennaio 2021. I 17.236 nuovi casi del 3 gennaio e i 335 decessi del 12 gennaio stabilirono nuovi record giornalieri in Arizona.
La pandemia di COVID-19 nella Nazione Navajo è stata particolarmente grave a causa delle cattive condizioni sanitarie, alimentari e dell'accesso limitato ai servizi essenziali. Al 10 marzo 2023, l'Arizona aveva somministrato 14.526.275 dosi di vaccino anti-COVID-19, mentre aveva vaccinato completamente 4.809.730 persone, pari al 65% della popolazione.